# Ayrton Castro
 Ayrton Castro de Rezende  (Juiz de Fora, 4 de maio de 1987) é um ex-voleibolista indoor brasileiro, atuante na posição de Levantador, que na categoria infanto-juvenil da Seleção Brasileira conquistou  em 2004 a medalha de ouro no Campeonato Sul-Americano na Colômbia.Em clubes destaca-se sua participação  na edição da Copa Challenge (CEV) de 2008-09.

## Carreira
Seus primeiros passos no vôlei iniciaram em Juiz de Fora no Clube Bom Pastor, começou a praticar com apenas 12 anos de idade.Permaneceu neste clube de 2000 a 2004 e por esse clube conquistou na categoria infanto-juvenil o título do Campeonato Mineiro.
Sua trajetória profissional no voleibol inicia com os testes nas tradicionais peneiras do E.C.Banespa em 2004, não passando num dos testes, mas superou a decepção e se preparou melhor no teste seguinte e foi aprovado com 16 anos, medindo 1,92m, foi selecionado na categoria infanto-juvenil.
Em 2004 foi convocado para as categorias de base da Seleção Brasileira, a representando na edição do Campeonato Sul-Americano Infanto-Juvenil na cidade de Cali, na Colômbia, ocasião que conquistou a medalha de ouro e foi eleito o Melhor Levantador do campeonato.
Pelo Banespa/Mastercard competiu na temporada 2004-05, sagrando-se campeão com elenco juvenil do Campeonato Paulista nesta categoria em 2004 e com elenco adulto obteve o título do Campeonato Paulista no mesmo ano e foi campeão do Grand Prix Brasil de 2004 e campeão da Superliga Brasileira A 2004-05.
Pela Seleção Mineira conquistou o título do Campeonato Brasileiro de Seleções  de 2005,  da divisão especial na categoria Infanto-juvenil, sediado em Guaratuba-PR.
Ainda em 2005 transferiu-se para o Telemig Celular/Minas conquistou por este o título do Campeonato Mineiro de 2005  e do  Campeonato Paulista, neste último competindo pela parceria do  seu clube com E.C.Pinheiros , com alcunha Pinheiros/Telemig/Ferraz ;além da conquista do vice-campeonato dos Jogos Abertos do Interior de 2005, em São Bernardo do Campo .Também defendeu este clube na Superliga Brasileira A 2005-06 conquistando o vice-campeonato.
Em 2006 representou a Seleção Mineira  na edição do Campeonato Brasileiro de Seleções, desta vez na categoria juvenil, sediado em Brasília-DF; no mesmo ano atuou pelo Telemig Celular/Minas que fez uma parceria com o E.C.Pinheiros para disputar o Campeonato Paulista, com a alcunha Pinheiros/Telemig .
Transferiu-se para o Sada/Betim  e conquistou o vice-campeonato no Campeonato Mineiro de 2006, o título da Taça Cidade Vitória e o bronze na Liga Nacional de 2006 e disputou a Superliga Brasileira A 2006-07 quando finalizou na sexta colocação.
Na temporada 2007-08 jogou pela  Tigre/Unisul/Joinville sagrou-se campeão do Campeonato Catarinense de 2007 e seu clube disputou o Campeonato Mineiro de 2007 como convidado e sagrou-se vice-campeão da edição.Por este clube disputou a Superliga Brasileira A 2007-08 avançando as semifinais e encerrou na quarta posição.
Recebeu uma proposta para atuar no voleibol europeu, representou nas competições 2008-09 a equipe alemã do  Generali Haching, pelo qual vestiu a camisa#8, disputou a Bundesliga  Alemã A 2008-09, avançando as fase dos playoffs e finalizando com o vice-campeonato da edição. E conquistou o título da Copa da Alemanha 2008-09.
Pelo Generali Haching disputou a edição da Challenge Cup (CEV) 2008-09, avançando por este clube ate a fase das oitavas de final.
Aos 22 anos de idade decidiu não mais ser atleta profissional, as constantes mudanças de cidades culminou no desgaste, além da estabilidade não alcançada como voleibolista, então retomou os estudos, cursou Administração  pela UFJF no período de 2010 a 2013, por esta instituição disputou a edição dos Jogos Universitários de Juiz de Fora em 2011, sendo destaque no voleibol masculino; nos anos seguintes fez MBA na área de Finanças, Controladoria e Auditoria pela Fundação Getúlio Vargas, e passou a trilhar a carreira de Administrador de Empresas.

## Títulos e resultados
- Copa da Alemanha:2008-09[29]
- Bundesliga Alemã A:2008-09 [28]
- Superliga Brasileira A:2004-05[9]
- Superliga Brasileira A:2005-06[16]
- Superliga Brasileira A: 2007-08[25]
- Grand Prix Brasil: 2004[8]
- Liga Nacional:2006[19]
- Taça Cidade Vitória:2006[19]
- Campeonato Paulista: 2004[1][3],2005[12][13], 2006[13]
- Jogos Abertos do Interior de São Paulo:2005[14]
- Campeonato Catarinense: 2007[22]
- Campeonato Mineiro:2005[1][3]
- Campeonato Mineiro:2006[3][19],2007[23]
- Campeonato Paulista Juvenil:2004[1]
- Campeonato Brasileiro de Seleções Juvenil:2006[3]
- Campeonato Brasileiro de Seleções Infanto-Juvenil:2005[1][10]
- Campeonato Mineiro Infanto-Juvenil:[1]

## Premiações individuais
- Melhor Levantador do Campeonato Sul-Americano Infanto-Juvenil de 2004[7]